# Canton de Villeneuve
Le canton de Villeneuve est une ancienne division administrative française située dans le département de l'Aveyron et la région Midi-Pyrénées.
Avec le redécoupage cantonal de 2014, la commune de Villeneuve est devenue le bureau centralisateur du nouveau canton de Villeneuvois et Villefranchois.

## Géographie
Ce canton était organisé autour de Villeneuve dans l'arrondissement de Villefranche-de-Rouergue. Son altitude variait de 140 m (Salvagnac-Cajarc) à 505 m (Villeneuve) pour une altitude moyenne de 344 m.

## Représentation

### Conseillers généraux de 1833 à 2015
| Période | Période          | Identité                                        | Étiquette    | Qualité |
| ------- | ---------------- | ----------------------------------------------- | ------------ | --- |
| 1833    | 1836             | François Bergon (1779-1839)                     |              | Juge puis Président du Tribunal de Villefranche Propriétaire à Villefranche-de-Rouergue                             |
| 1836    | 1848             | Jean François René Victor de Chalret du Rieu    |              | Avocat à Villefranche-de-Rouergue Propriétaire à Villeneuve                                                         |
| 1848    | 1852             | Michel Rigal                                    |              | Médecin Maire de Villeneuve (1865-1871)                                                                             |
| 1852    | 1859             | Jean François René Victor de Chalret du Rieu    |              | Avocat et juge de paix à Villefranche-de-Rouergue                                                                   |
| 1859    | 1870             | Jean Guillaume Cadrieu                          |              | Médecin à Montsalès                                                                                                 |
| 1870    | 1871             | Ernest Charles Louis Isidore Cibiel             |              | Banquier et négociant à Toulouse                                                                                    |
| 1871    | 1882 (démission) | Émile Maruéjouls                                | Rad.         | Avocat à Villefranche-de-Rouergue                                                                                   |
| 1882    | 1892             | Gustave Mouly                                   | Droite       | Ancien directeur des contributions directes Propriétaire à Villefranche-de-Rouergue Maire de Villeneuve (1888-1892) |
| 1892    | 1901 (décès)     | Noël Delfau                                     | Républicain  | Médecin Maire de Villeneuve (1881-1888)                                                                             |
| 1901    | 1904             | Firmin Dumoulin                                 | Conservateur | Notaire Maire de Villeneuve (1892-1938)                                                                             |
| 1904    | 1910             | Paul Chalret-Durieu (1826-1913)                 | Rad.         | Avocat et juge de paix à Villeneuve, conseiller d'arrondissement                                                    |
| 1910    | 1923             | Firmin Dumoulin                                 | Conservateur | Maire de Villeneuve (1892-1938)                                                                                     |
| 1923    | 1940             | Pierre Maruéjouls                               | RG           | Ministre plénipotentiaire Maire de Sainte-Croix Nommé conseiller départemental en 1943                              |
|         |                  |                                                 |              | |
| 1945    | 1970             | Élie Roumec (1910-2005)                         | DVD          | Propriétaire à Puechautry Maire de Villeneuve (1944-1965)                                                           |
| 1970    | 1994             | Pierre Dumoulin (1934-2009, fils de F.Dumoulin) | RI puis UDF  | Notaire à Villeneuve                                                                                                |
| 1994    | 2008             | Raymond Audouard (1926-2017)                    | DVD          | Médecin Maire de Villeneuve (1995-2001)                                                                             |
| 2008    | 2015             | Pierre Costes                                   | PS           | Professeur Maire de Villeneuve (2008-2020)                                                                          |

### Résultats électoraux détaillés
- Élections cantonales de 2001 : Raymond Audouard (Divers droite) est élu au second tour avec 54,14 % des suffrages exprimés, devant Louis Laurens (PCF) (45,86 %). Le taux de participation est de 74,08 % (2 698 votants sur 3 642 inscrits)[6].
- Élections cantonales de 2008 : Pierre Costes (PS) est élu au second tour avec 50,21 % des suffrages exprimés, devant Rémi Dumoulin (Divers droite) (49,79 %). Le taux de participation est de 74,19 % (2 874 votants sur 3 874 inscrits)[7].

### Conseillers d'arrondissement (de 1833 à 1940)
| Période                                  | Période      | Identité                                                            | Étiquette       | Qualité |
| ---------------------------------------- | ------------ | ------------------------------------------------------------------- | --------------- | --- |
| 1833                                     | 1843 (décès) | Jean Baptiste Germain Ambroise Dejean (1796-1843)                   | Constitutionnel | Notaire, avocat, maire de Villeneuve (1832-1843)                                                            |
| 1843                                     | 1848         | Jean François Victor Delbreil (1789-1856)                           |                 | Percepteur, maire de Villeneuve (1848 à 1856)                                                               |
| 1848                                     | 1852         | Désiré Davet                                                        |                 | Propriétaire à Villeneuve                                                                                   |
| 1852                                     | 1864         | Gaspard Chatelet (1790-1886)                                        |                 | Médecin, propriétaire à Villeneuve                                                                          |
| 1864                                     | 1871         | Joseph Anatole Hippolyte Delbreil (1818-1882, fils de J.F.Delbreil) |                 | Maire de Villeneuve (1856 à 1865)                                                                           |
| 1871                                     | 1886         | Edmond Delpech (1836-1907)                                          |                 | Propriétaire à Villefranche                                                                                 |
| 1886                                     | 1892         | Charles Lasfargues                                                  |                 | Propriétaire à Milhac, Villeneuve                                                                           |
| 1892                                     | 1901         | Albert Bonhoure (1860-1930)                                         | Républicain     | Notaire, maire de Sainte-Croix de 1878 à 1930, suppléant du juge de paix                                    |
| 1901                                     | 1925         | Désiré Chalret du Rieu (1872-1946)                                  | Radical         | Médecin à Villeneuve, Président du Conseil d'arrondissement                                                 |
| 1925                                     | 1931         | Georges René Caillié                                                |                 | Médecin à Villeneuve                                                                                        |
| 1931                                     | 1940         | Ernest Soléry (1888-1961)                                           | RG              | Maire d'Ols-et-Rinhodes                                                                                     |
| 1940                                     |              |                                                                     |                 | Les conseils d'arrondissement ont été suspendus par la loi du 12 octobre 1940 et n'ont jamais été réactivés |
| Les données manquantes sont à compléter. |              |                                                                     |                 | |

## Composition
Le canton de Villeneuve, d'une superficie de 195 km2, regroupait dix communes
.
| Nom                    | Code Insee | Intercommunalité            | Superficie (km2) | Population (dernière pop. légale) | Densité (hab./km2) |
| ---------------------- | ---------- | --------------------------- | ---------------- | --------------------------------- | ------------------ |
| Villeneuve (chef-lieu) | 12301      | CC Ouest Aveyron Communauté | 65,30            | 1 954 (2014)                      | 30                 |
| Ambeyrac               | 12007      | CC Ouest Aveyron Communauté | 11,24            | 179 (2014)                        | 16                 |
| La Capelle-Balaguier   | 12053      | CC Ouest Aveyron Communauté | 13,36            | 303 (2014)                        | 23                 |
| Montsalès              | 12158      | CC Ouest Aveyron Communauté | 12,47            | 293 (2014)                        | 23                 |
| Ols-et-Rinhodes        | 12175      | CC Ouest Aveyron Communauté | 10,82            | 157 (2014)                        | 15                 |
| Sainte-Croix           | 12217      | CC Ouest Aveyron Communauté | 25,88            | 725 (2014)                        | 28                 |
| Saint-Igest            | 12227      | CC Ouest Aveyron Communauté | 11,72            | 200 (2014)                        | 17                 |
| Saint-Rémy             | 12242      | CC Ouest Aveyron Communauté | 8,98             | 335 (2014)                        | 37                 |
| Salvagnac-Cajarc       | 12256      | CC Grand-Figeac             | 23,19            | 374 (2014)                        | 16                 |
| Saujac                 | 12261      | CC Ouest Aveyron Communauté | 12,23            | 129 (2014)                        | 11                 |

## Démographie

### Évolution démographique
| 1962  | 1968  | 1975  | 1982  | 1990  | 1999  | 2006  | 2011  | 2012  |
| ----- | ----- | ----- | ----- | ----- | ----- | ----- | ----- | ----- |
| 3 842 | 3 644 | 3 621 | 3 916 | 4 183 | 4 367 | 4 555 | 4 521 | 4 555 |

### Âge de la population
La pyramide des âges, à savoir la répartition par sexe et âge de la population, du canton de Villeneuve en 2009 ainsi que, comparativement, celle du département de l'Aveyron la même année sont représentées avec les graphiques ci-dessous.
La population du canton comporte 49,5 % d'hommes et 50,5 % de femmes. Elle présente en 2009 une structure par grands groupes d'âge plus âgée que celle de la France métropolitaine.
Il existe en effet 64 jeunes de moins de 20 ans pour cent personnes de plus de 60 ans, alors que pour la France l'indice de jeunesse, qui est égal à la division de la part des moins de 20 ans par la part des plus de 60 ans, est de 1,06. L'indice de jeunesse du canton est également inférieur à celui du département (0,67) et à celui de la région (0,89).
| Hommes | Classe d’âge | Femmes |
| ------ | ------------ | ------ |
| 0,6    | 90 ans ou +  | 1,6    |
| 10,2   | 75 à 89 ans  | 13,3   |
| 20,5   | 60 à 74 ans  | 19,6   |
| 22,2   | 45 à 59 ans  | 21,1   |
| 18,1   | 30 à 44 ans  | 18,0   |
| 11,2   | 15 à 29 ans  | 9,3    |
| 17,2   | 0 à 14 ans   | 17,2   |

| Hommes | Classe d’âge | Femmes |
| ------ | ------------ | ------ |
| 0,6    | 90 ans ou +  | 1,7    |
| 10,2   | 75 à 89 ans  | 14,2   |
| 16,9   | 60 à 74 ans  | 17,5   |
| 21,6   | 45 à 59 ans  | 20,3   |
| 18,9   | 30 à 44 ans  | 17,8   |
| 15,1   | 15 à 29 ans  | 13,4   |
| 16,7   | 0 à 14 ans   | 15,1   |